# Кукмаринское сельское поселение
Кукмаринское се́льское поселе́ние — упразднённое муниципальное образование в Советском районе Марий Эл Российской Федерации.
Административный центр — деревня Кукмарь.

## История
Статус и границы сельского поселения были установлены Законом Республики Марий Эл от 18 июня 2004 года № 15-З «О статусе, границах и составе муниципальных районов, городских округов в Республике Марий Эл».
1 апреля 2009 года Кукмаринское сельское поселение было упразднено, населённые пункты вошли в состав Верх-Ушнурского сельского поселения.

## Состав сельского поселения
Состав сельского поселения был установлен Законом Республики Марий Эл от 28 декабря 2004 года № 62-З «О составе и границах сельских, городских поселений в Республике Марий Эл».
| № | Населённый пункт | Тип населённого пункта          | Население |
| - | ---------------- | ------------------------------- | --------- |
| 1 | Васташуй         | деревня                         | 69        |
| 2 | Кукмарь          | деревня, административный центр | 431       |
| 3 | Муглово          | деревня                         | 28        |
| 4 | Пибахтино        | деревня                         | 98        |
| 5 | Шанер            | деревня                         | 66        |
| 6 | Шуймучаш         | деревня                         | 55        |
| 7 | Янгранур         | деревня                         | 81        |